# Castelo de Orzorrotz
O Castelo de Orzorrotz localiza-se entre os termos dos municípios de Ituren e Zubieta, na província e comunidade autónoma de Navarra, na Espanha.
Ergue-se no alto da penha de Ekaitza, a 1.046 metros acima do nível do mar, em posição dominante sobre as povoações.

## História
Acredita-se que possa ter sido erguido na passagem do século XII para o século XIII, embora só haja referências documentais à sua existência a partir de 1298. Segundo a informação coeva, a sua guarnição habitual seria de 10 a 15 homens, tendo chegado, em alguns momentos, até 40 homens.
No início da década de 1520, no contexto da rivalidade entre Carlos I de Espanha e Francisco I de França, pela posse do império herdado pelo primeiro, o soberano francês (aproveitando-se da Guerra das Comunidades que assolava Castela, das Germânias, em Valência, e em apoio declarado a Henrique II de Navarra) iniciou a conquista da região da Alta Navarra (recém-conquistada pela Espanha em 1512), dando lugar a um levante geral da população navarresa (1521). Com a reconquista espanhola da região, foram retomados, em Março de 1522, a cidade de Roncesvalles e o Castelo de Orzorrotz, então arrasado.
Em 2010, apenas subsistiam as ruínas das suas fundações.

## Características
O castelo apresentava as dimensões de 16 metros de comprimento por 13 metros de largura.